# San Bartolomé de Rueda
San Bartolomé de Rueda es una localidad española que forma parte del municipio de Gradefes, en la provincia de León, comunidad autónoma de Castilla y León.

## Geografía

### Ubicación
| Noroeste: Valporquero de Rueda | Norte: Valporquero de Rueda | Noreste: Modino            |
| Oeste: Cerezales del Condado   |                             | Este: Pesquera             |
| Suroeste Garfín                | Sur: Garfín                 | Sureste: Carbajal de Rueda |

## Demografía
Evolución de la población
| Gráfica de evolución demográfica de San Bartolomé de Rueda entre 2000 y 2017 |
|                                                                              |
| Población de derecho (2000-2017) según el padrón municipal del INE           |